# Mesoplus contrix
Mesoplus contrix là một loài bướm đêm trong họ Noctuidae.